# 谅山战役 (1979年)
谅山战役，1979年2月至3月，中越战争中，中国人民解放军在越南谅山地区与越南人民军的战役。
谅山市距离中国广西友谊关东南18公里，市区中有从东向西流经的奇穷河。当时越南人民军第3师、第327师、第337师各有一部分防守谅山。1979年2月27日8时，广西边防部队分三路攻擊谅山的越南人民军。解放军中路主力部队沿着同登到谅山公路的两侧攻击谅山市，左右两翼助攻配合。2月28日，解放军中路已经突破谅山市北面越南军外围阵地，抵达谅山北部市区。3月1日9时，解放军中路在炮火支持下进攻谅山市区。越南人民军在市区北部的大小石山阻击，中越军队于是对峙。3月2日，解放军攻克大小石山，抵达奇穷河大桥北侧。11时，奇穷河以北、铁路以西的市区被解放军中路攻克。解放军左翼攻克扣当山，西进抵达谅山市区。解放军右翼沿着奇穷河以北地区东进，攻克北市区之西的几个制高点。3月4日早晨，解放军中路在炮火和坦克的支援下，多路渡过奇穷河，攻击南市区。下午，激战两个小时后，谅山大桥桥南的桥头堡被攻克。中国军队随后攻克南市区文庙、391高地、428高地等要地，停止主动进攻。谅山战役结束。